# Kol Haʿam

Le Kol HaAm (hébreu : קול העם, litt. Voix du Peuple) était un journal en hébreu de Palestine et d'Israël, détenu par le Maki (parti communiste israélien).

## Histoire
Fondé en 1937, le journal avait pour rédactrice en 1943 Esther Vilenska, membre du parti communiste, qui devint rédactrice en chef en 1947. Le second mari d'Esther Vilenska, Zvi Breidstein, fut aussi rédacteur du journal.
En 1953, le Kol HaAm et l'Al-Ittihad, son journal frère en arabe, publièrent un article controversé sur la Guerre de Corée, qui entraina leur fermeture pour 15 jours sur ordre du ministre des Affaires internes, Israel Rokach. Les journaux déposèrent une requête devant la Cour suprême d'Israël, qui statua que les suspensions n'étaient pas correctes et devraient être levées. La Cour a utilisé la Déclaration d'indépendance pour rendre son jugement sur le libre discours, utilisant ainsi pour la première fois cette déclaration comme instrument d'interprétation. Ce qui fut connu par la suite sous le nom de « décision Kol HaAm » constitua un précédent indiquant que les journaux ne pouvaient être fermés que s'ils constituaient un danger « quasi certain » pour la sécurité nationale.
Le journal cessa de paraître en 1975.

## Journalistes
Parmi les journalistes ayant écrit dans le Kol HaAm, on pouvait trouver :
- Israël Panner